# Cyaneolytta haemorrhoidalis
Cyaneolytta haemorrhoidalis là một loài bọ cánh cứng trong họ Meloidae. Loài này được Fabricius miêu tả khoa học năm 1792.